# Zdania
Zdania – wieś w Polsce położona w województwie łódzkim, w powiecie radomszczańskim, w gminie Dobryszyce, założona przez Antoniego Sukiennika w drugiej poł. XIX w.
W latach 1975–1998 miejscowość administracyjnie należała do województwa piotrkowskiego.